# 辛格尔顿界
在 编码理论 中, 以 Singleton 命名的 Singleton 界 是一个关于分组码容量的粗略估计。下面约定分组码 {\displaystyle C} 的码长为 {\displaystyle n}, 容量为 {\displaystyle r}, 码的最小距离为 {\displaystyle d}。

## Singleton 界的描述
长度为 {\displaystyle n} 的分组码 {\displaystyle C} 的最小距离定义为：
{\displaystyle d=\min _{x,y\in C,x\neq y}d(x,y)}
其中 {\displaystyle d(x,y)} 是 {\displaystyle x} 和 {\displaystyle y} 之间的汉明距离。表达式
{\displaystyle A_{q}(n,d)} 表示长度为 {\displaystyle n}，极小距离为 {\displaystyle d} 的 {\displaystyle q} 元分组码所能容纳的码字个数的的最大值。
Singleton 界断言
{\displaystyle A_{q}(n,d)\leq q^{n-d+1}.}

## 证明
首先，长度为 {\displaystyle n} 的 {\displaystyle q} 元码字最多有 {\displaystyle q^{n}} 个，因为每个位置上的字母有 {\displaystyle q} 个独立可选的值。
若 {\displaystyle C} 为任意一个最小距离为 {\displaystyle d} 的 {\displaystyle q} 元分组码。显然，所有的码字是两两不同的。如果我们删除掉这些码字的前 {\displaystyle d-1} 个字符，则新的码字仍然两两不同，因为 {\displaystyle C} 中原有码字间的汉明距离至少为 {\displaystyle d}。因此新码的码字个数与旧码是相同的。
新码的码字具有长度
{\displaystyle n-(d-1)=n-d+1}，
所以至多有
{\displaystyle q^{n-d+1}}
个不同码字. 由于旧码的码字个数 {\displaystyle |C|} 与新码相同，所以：
{\displaystyle |C|\leq A_{q}(n,d)\leq q^{n-d+1}.}

## 最大距离可分码(MDS codes)
能达到 Singleton 界的分组码称为MDS (最大距离可分) codes。 这种码的例子包括只有一个码字的码，由{\displaystyle (F_{q})^{n}} 中全体向量构成的码(最小距离为 1),包含一个奇偶校验位的码 (最小距离为 2) 以及它们的 对偶码. 这些常被称为 平凡 的 MDS 码. 
对于二元码，所有 MDS 码都是平凡的。
非平凡的 MDS 码包括 里德-所罗门码 和其扩展版本.

## 扩展阅读
- Gilbert-Varshamov bound
- Plotkin bound
- Hamming bound
- Johnson bound
- Griesmer bound